# Libertarianisme chrétien
Le libertarianisme chrétien est la synthèse des croyances chrétiennes et de la philosophie politique libertarienne, portant une attention particulière aux croyances concernant le libre arbitre, l'être humain, ainsi que les droits inaliénables donnés par Dieu.
Comme pour d'autres formes de libertarianisme, le libertarianisme chrétien soutient que ce qui est interdit par la loi devrait être limité à d'autres formes d'agression, de voie de fait, de vol et de fraude.

## Définition
Selon le théologien américain Andrew Sandlin, le libertarianisme chrétien est la philosophie selon laquelle les individus adultes ont droit à une liberté maximale sous l'égide de la loi divine.

## Histoire
Selon l'économiste de l'École autrichienne d'économie, anarcho-capitaliste et théoricien paléo-libertarien Murray Rothbard, des trois expériences libertariennes lors de la colonisation européenne des Amériques au XVIIe siècle, toutes les trois commencèrent en tant que mouvements protestants non-conformistes. 
Martin Luther, l'une des principales figures de la réforme protestante, est qualifié de "libertarien" dans l'introduction de Luther and Calvin on Secular Authority, publié par la Cambridge University Press. Le terme employé ici diffère de l'idéologie individualiste rude du type libertarien américain du libertarianisme. Le réviseur de l'ouvrage Harro Hopfl déclare que le libertarien, l'égalitariste ainsi que les thèmes communs firent partie du caractère de la théologie luthérienne. 
L'historien catholique et homme d'État libéral britannique John Emerich Edward Dalberg-Acton postule que la liberté politique est la condition essentielle ainsi que la gardienne de la liberté religieuse. L'Institut Acton, un think tank conservateur libertarien porte son nom.